# 531
Cette page concerne l'année 531  du calendrier julien. Pour l'année 531 av. J.-C., voir 531 av. J.-C. Pour le nombre 531, voir 531 (nombre).
L'année 531 est une année commune qui commence un mercredi.

## Proche-Orient
- 19 avril : défaite byzantine de Bélisaire à la bataille de Callinicum en Syrie sur les Perses du général Azarethes ; Bélisaire se retire à Callinicum, mais Azarethes est relevé de son commandement pour avoir subi de trop lourdes pertes et négligé de prendre Antioche[1]. L'offensive des Perses en Syrie est brisée.
- 8 septembre : le roi sassanide de Perse Kavadh Ier, malade, désigne son fils Khosro Ier pour lui succéder (fin de règne en 579). Khosro assure son pouvoir en faisant assassiner ses frères et neveux. Pour cela il signe une trêve de trois mois avec les Byzantins[1].

- Le mouvement collectiviste de Mazdak est écrasé en Perse à l'avénement du roi Khosro. Les mazdakites soutenaient Kawus, le fils aîné de Kavadh, plus favorable à leurs idées que Khosro son fils cadet et favori. Après une première reppression en 528-529, les chefs du mouvement sont massacrés dont Mazdak lui-même[2].
- Le vice-roi du Yémen Esymphaïos est victime d’un coup d’État des guerriers Habachan qui le remplacent par Abraha, un chrétien originaire d’Adoulis, que Kaleb d’Aksoum reconnaît ensuite comme vice-roi, après avoir tenté sans succès de le battre[3].

## Europe
- 20 février/30 avril : Jean de Cappadoce devient préfet du prétoire d'Orient (531-532 et 532-541)[4]. Avec Tribonien, questeur du Palais sacré, il prend des mesures impopulaires pour améliorer le rendement des impôts dans l'Empire d'Orient.
- 1er octobre : Bataille de Burgscheidungen, sur l'Unstrut. La Thuringe est conquise par les Francs de Thierry Ier et les Saxons qui se partagent le pays[5].
- Victoire de Childebert Ier à Narbonne sur son beau-frère Amalaric. Childebert intervient pour soutenir sa sœur Clotilde que le roi wisigoth veut contraindre à se convertir à l'arianisme[6]. Il ne peut pas cependant se maintenir en Septimanie[7].
- Décembre : Amalaric est assassiné à Barcelone par ses soldats (disparition de la famille des Balthes)[6]. Theudis, un général Ostrogoth, devient roi des Wisigoths.

- Premières incursions des Antes dans les Balkans. Justinien qui fait construire une série de forts sur le Danube pour protéger l’Empire byzantin[1].

## Décès en 531
- 30 mai : Xiao Tong, écrivain chinois, fils de l'empereur Wudi[8].
- 13 septembre : Kavadh Ier roi sassanide de Perse[9].
- Décembre : Amalaric, roi des Wisigoths.
- Clotilde, reine des Wisigoths.